# 프롤 코즐로프
프롤 로마노비치 코즐로프(Фрол Рома́нович Козло́в, 1908년 8월 5일 ~ 1965년 1월 30일)는 소비에트 연방의 정치인으로, 1961년 사회주의 노동 영웅 (Герой Социалистического Труда) 칭호를 받았다.
1957년 2월 소비에트 연방 공산당 최고 회의 간부회 (정치국) 위원 후보로 선출되었으며, 같은 해 6월 간부 회원으로 승격되었다. 1957년 ~ 1958년 러시아 소비에트 연방 사회주의 공화국 각료 회의의 의장을 지냈다. 니키타 흐루쇼프의 후계자 후보였으나, 알코올 중독으로 후계 구도에서 멀어져 1964년 해임되었으며, 뇌졸중이 악화되어 죽은 후 크렘린 벽 공동 묘지에 묻혔다.